# Standard Oil
Standard Oil Co. Inc. – amerykańskie przedsiębiorstwo petrochemiczne założone przez Johna D. Rockefellera w Cleveland, w stanie Ohio, działające w latach 1870–1911.
Działalność Standard Oil obejmowała wydobycie i przerób ropy naftowej i gazu ziemnego, a także ich transport, dystrybucję i marketing. Było także producentem wyrobów chemicznych. W swoim czasie było największym przedsiębiorstwem rafineryjnym na świecie. Jego długa i kontrowersyjna historia jako pierwszej oraz największej wielonarodowej korporacji zakończyła się w 1911 roku, kiedy to Sąd Najwyższy Stanów Zjednoczonych wydał wyrok w sprawie działań przedsiębiorstwa sprzecznych z obowiązującym prawem antymonopolowym. Ważną rolę w tej sprawie odegrała książka Idy M. Tarbell The History of the Standard Oil Company, która ukazała się w 1904.

## Działalność
Standard Oil zostało założone jako spółka, w skład której wchodził znany przemysłowiec John D. Rockefeller, jego brat William Rockefeller, Henry Flagler, chemik Samuel Andrews oraz nieoficjalnie, Stephen V. Harkness i Oliver Burr Jennings, który poślubił siostrę żony Williama Rockefellera. Standard Oil uzyskało osobowość prawną w 1870 roku w stanie Ohio. Z początkowych 10000 akcji, John D. Rockefeller posiadał 2667, Harkness – 1334, William Rockefeller, Henry Flagler i Samuel Andrews – po 1333, Jennings – 1000 oraz firma Rockefeller, Andrews&Flagler – 1000. Stosując efektywne taktyki biznesowe, później krytykowane przez opinię publiczną, przedsiębiorstwo w szybkim czasie zniszczyło lub wykupiło inne konkurencyjne przedsiębiorstwa w Cleveland w ciągu 2 miesięcy roku 1872, a następnie stało się największym przedsiębiorstwem w północno-wschodniej części Stanów Zjednoczonych.
We wczesnych latach, John D. Rockefeller był jedyną najistotniejszą figurą w kształtującym się dopiero przemyśle naftowym. Szybko rozdzielał uprawnienia i zadania narzucone przez politykę działania swojej firmy systemowi oddziałów, pozostając ich największym udziałowcem. Władza w firmie była scentralizowana w głównej siedzibie spółki w Cleveland, ale decyzje w biurze były podejmowane wspólnie.
Przedsiębiorstwo Standard Oil Company zdominowało rynek produktów ropopochodnych, początkowo dzięki integracji poziomej w sektorze rafineryjnym, a następnie zastosowaniu integracji pionowej. Przedsiębiorstwo wprowadziło do zarządzania organizacjami biznesowymi pojęcie trustu, jako połączenie wielu niezależnych przedsiębiorstw pod wspólnym kierownictwem jednego zarządu. Standard Oil Trust usprawniło produkcję i logistykę, obniżyło koszty oraz zmniejszyło liczbę konkurentów na rynku. Krytycy antytrustowi oskarżyli Standard Oil o używanie agresywnych polityk cenowych w celu wytępienia konkurencji oraz stworzenie monopolu, który wystraszył konsumentów.
W odpowiedzi na legislację stanową próbującą ograniczać skalę działalności firmy, Rockefeller i jego wspólnicy wynaleźli innowacyjny typ organizacji biznesu, aby móc efektywnie zarządzać swoimi szybko rosnącymi nieskoordynowanymi przedsiębiorstwami. 2 stycznia 1882 roku, połączyli oni w jedną całość różne kombinaty działające niezależnie w kilkudziesięciu stanach pod jednym zarządem. Poprzez tajne porozumienie, 37 udziałowców przeniosło swoje prawa (w zaufaniu) na 9 członków zarządu. Byli to John i William Rockefeller, Olivier H. Payne, Charles Pratt, Henry Flagler, John D. Archbold, William G. Warden, Jabez A. Bostwick i Benjamin Brewster. Organizacja (trust) stworzona przez Standard Oil Company była na tyle efektywna, iż inne przedsiębiorstwa zaczęły taki styl zarządzania adaptować w swoich strukturach.
W 1885 roku Standard Oil of Ohio przeniósł swoją siedzibę z Cleveland do Nowego Jorku na ulicę Broadway 26. Równocześnie członkowie zarządu Standard Oil of Ohio zarejestrowali spółkę Standard Oil Company of New Jersey (SOCNJ), aby móc korzystać z zalet mniej restrykcyjnego prawa korporacyjnego stanu.
W 1890 roku Kongres Stanów Zjednoczonych przegłosował ustawę antytrustową Shermana, która była źródłem amerykańskiego ustawodawstwa antymonopolowego. Ustawa zabraniała zawierać jakiekolwiek kontrakty, umowy lub projekty jawne lub niejawne mające na celu powstrzymywanie wolnego handlu. Standard Oil Company w niedługim czasie zostało oskarżone o łamanie prawa antymonopolowego, a pozew przeciw firmie wniósł prokurator generalny stanu Ohio, David K. Watson.
W okresie od 1882 do 1906 roku Standard Oil wypłaciło 548 436 000 dolarów dywidend na poziomie 65,4% przychodu całkowitego. Całkowity przychód w tym czasie wyniósł 838 783 800 dolarów. Wypłaty dywidend przekroczyły tym samym wartość reinwestycji, które osiągnęły poziom 290 347 800 dolarów.
W 1909 roku amerykański Departament Sprawiedliwości pozwał Standard Oil w ramach federalnego prawa antymonopolowego Sherman Antitrust Act z 1890 r. i zarzucił firmie utrzymywanie monopolu w handlu międzynarodowym i krępowanie konkurencji.
Standard Oil Trust było kontrolowane przez małą grupę kilku rodzin. Rockefeller wyznał w 1910 roku: Sądzę, że prawdą jest iż rodziny Pratt, Payne-Whitney (akcje pułkownika Payne’a), Harkness-Flagler (którzy weszli do spółki razem) oraz rodzina Rockefellerów kontrolowały większość udziałów spółki w trakcie całej jej historii aż do teraz.
W 1911 r. przedsiębiorstwo zostało uznane za monopol i zostało zmuszone do podziału na mniejsze spółki. Na mocy wyroku Sądu Najwyższego Stanów Zjednoczonych. Standard Oil Company, prowadzona w formie trustu, została podzielona na 34 mniejsze spółki, w tym:
- Standard Oil of New Jersey (SONJ) – lub Esso (fonetyczne S.O.)[11] – zmieniona na Exxon, dzisiaj ExxonMobil.
- Standard Oil Nowy Jork – lub SOcoNY, w 1931 połączone z Vacuum Oil Company[12] – przemianowane na Mobil, dzisiaj ExxonMobil.
- Standard Oil of California – lub SOcal – zmienione na Chevron Corporation, później ChevronTexaco, dzisiaj Chevron.
- Standard Oil Indiana – lub Stanolind, później Amoco (American Oil Co.) – sprzedana do BP (British Petroleum).
- Standard Oil Kentucky – lub KySO został kupiony przez Standard Oil California – dzisiaj Chevron.
- Standard Oil Ohio – lub SOhio, sprzedany BP (British Petroleum) w 1987 r.
- Ohio Oil Company – lub The Ohio, zmieniła później nazwę na Marathon Petroleum.

We wrześniu 1913 roku około 1200 górników wspomaganych przez Zjednoczonych Robotników Kopalń zorganizowało strajk przeciwko niskim płacom, niebezpiecznym warunkom pracy i feudalnym stosunkom panującym w górniczych miasteczkach należących do przedsiębiorstwa Colorado Fuel & Iron Corporation powiązanego ze Standard Oil Trust. W kwietniu 1914 doszło do ataku prywatnej policji korporacyjnej Johna Rockefellera i oddziałów Gwardii Narodowej na protestujących górników w miejscowości Ludlow w stanie Kolorado. W wyniku masakry zginęło 26 górników i członków ich rodzin.
Pełne międzynarodowe prawa do nazwy Standard Oil posiada firma ExxonMobil.

## Działalność w Polsce
W 1920 Standard Oil Company, które dysponowało dobrze rozwiniętą siecią handlową w byłym zaborze pruskim, przejęło część akcji spółki Standard-Nobel S.A., działającej na terenie Polski i wydobywającej ropę w zagłębiu borysławskim. Pięć lat później dokonano fuzji z Olej Skalny S.A. i utworzono Standard-Nobel w Polsce S.A. Eksploatowano wtedy też złoża w zagłębiu bitkowskim i Piasecznej. Standard-Nobel w Polsce S.A. była pionierem w budowie sieci ulicznych stacji benzynowych na terenie kraju. W 1937 r. spółka została przejęta przez Vacuum Oil Company S.A.